# Alfred Bornmüller

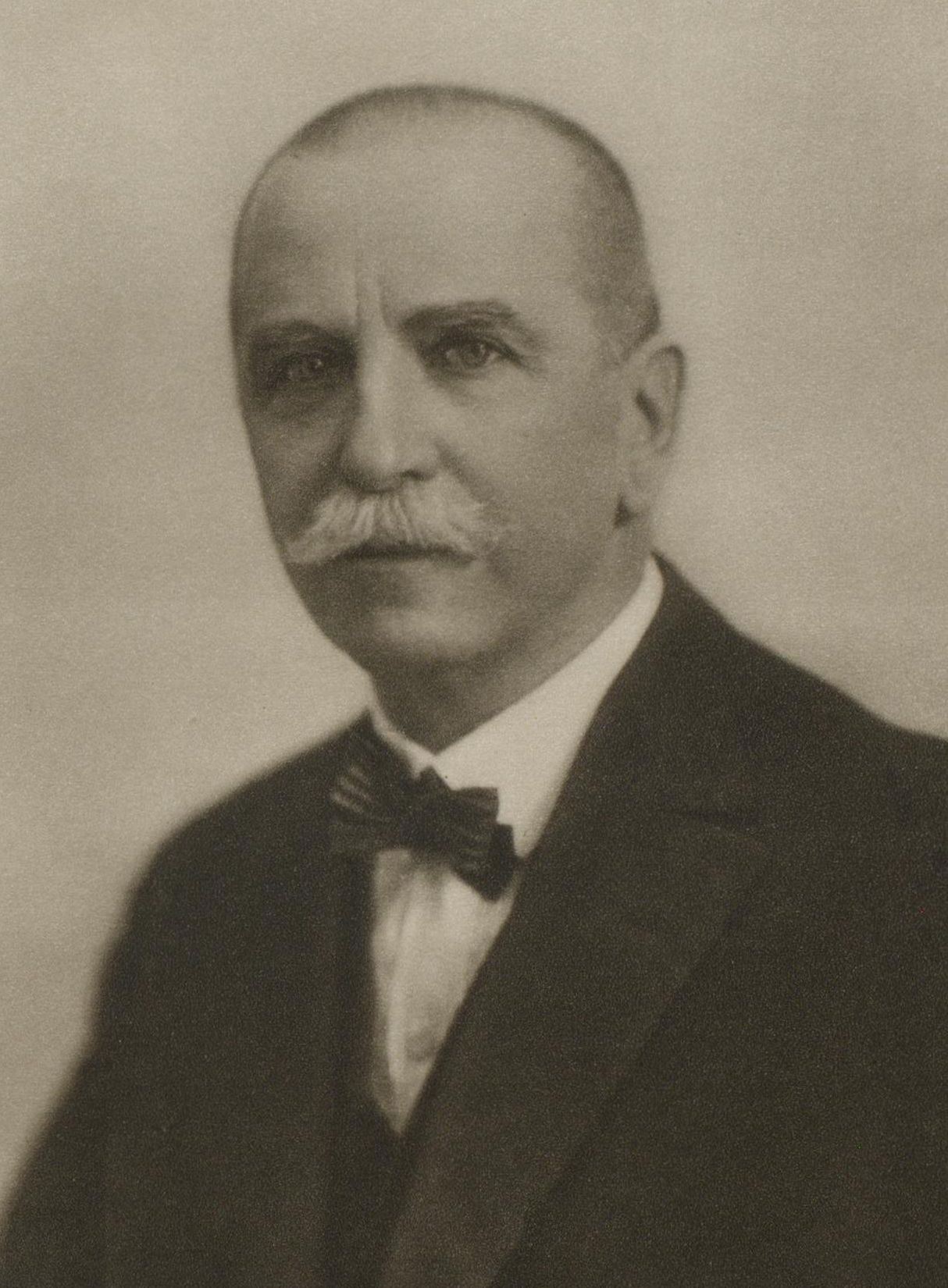
Alfred Bornmüller, um 1926

Alfred Julius Bornmüller (* 2. Dezember 1868 in Hildburghausen; † 13. Juli 1947 in Weimar) war ein deutscher Marineoffizier, Botaniker, Bergsteiger, Forschungsreisender und Vorstandsmitglied des Bibliographischen Instituts.

## Leben
Der Sohn Franz Bornmüllers, des Schriftleiters am Bibliographischen Instituts in Hildburghausen, und seiner Gattin Meta Meyer (1833–1875), Schwester des Verlegers Herrmann Julius Meyer, besuchte wie sein Bruder Joseph das König-Albert-Gymnasium in Leipzig von 1880 bis 1887. Anschließend schlug er die Laufbahn eines Marineoffiziers ein. Als Oberleutnant zur See nahm er seinen Abschied.
1897 begab er sich auf eine einjährige Forschungsreise durch Kamerun, wo er insbesondere Moose und Flechten sammelte. 1902 bereiste er gemeinsam mit seinem Bruder Persien, wo er als Erster den mit 4848 Metern zweithöchsten Berg Alam-Kuh im Elburs-Gebirge bestieg.
Von 1903 bis 1907 lebte er als Leiter der deutschen Kolonie Neu-Württemberg in Rio Grande do Sul, die sein Vetter Hermann Meyer begründet hatte. Als der Verlag seines Großvaters, Joseph Meyer, 1915 in eine Aktiengesellschaft umgewandelt wurde, wurde Bornmüller Vorstandsmitglied des Bibliographischen Instituts.
Nach ihm ist Plagiochasma bornmuelleri (= P. rupestre) benannt, das er mit verschiedenen anderen Moosen während seines Aufenthaltes in Süd-Brasilien gesammelt hatte.